# محمد المطيري (لاعب كرة قدم)
محمد بندر المطيري لاعب كرة قدم سعودي ، يلعب كمهاجم في نادي الذهب.

## مسيرة اللاعب
لعب في نادي الخلود ونادي الذهب.